# Anders Gustaf Höijer
Anders Gustaf Höijer, född 16 december 1814 i Umeå, död 25 januari 1892 i Skellefteå, var en svensk postmästare som verkade i Skellefteå under större delen av 1800-talet. Han var även aktiv i flera kommunala och offentliga uppdrag.

## Biografi
Höijer föddes i Umeå som son till postiljonen Anders Höijer och Magdalena Ramstedt. Han började studera vid Umeå läroverk 1825 och lämnade skolan 1828. År 1829 anställdes han vid Postverket och tjänstgjorde i Umeå fram till 1836.
Den 9 maj 1836 flyttade han till Skellefteå, där han blev tillförordnad postförvaltare efter att den tidigare innehavaren, Johan Marcus Svedberg, blivit uppsagd. Höijer utnämndes till ordinarie postförvaltare den 7 december 1840. Inledningsvis låg postkontoret på Kyrkobordet, men det flyttades senare till Degerbyn och därefter, 1858, till centrala Skellefteå efter att Höijer köpt en fastighet på Sjögatan.
År 1883 utnämndes han till riddare av Vasaorden. Den 31 mars 1886 firade han 50 år i tjänst som postmästare i Skellefteå. Han gick i pension 1887 efter ett halvt sekels tjänstgöring.
Utöver sitt arbete som postmästare hade Höijer även offentliga uppdrag. Han var bland annat kronolänsman, ordförande i bevillningsberedningen (1873), ledamot i taxeringskommittén och styrelseledamot i Westerbottens enskilda bank avdelningskontor i Skellefteå. Han var även ombud för Stockholms och Göteborgs köpmannaföreningar.
Anders Gustaf Höijer avled i Skellefteå den 25 januari 1892. Han är begravd under en gjutjärnshäll på Skellefteå landsförsamlings gamla kyrkogård.

## Privatliv
Höijer gifte sig den 25 juli 1840 med Anna Fredrika Elisabeth Wallmark (1811–1874). Tillsammans fick de fem barn, däribland kyrkoherden Gustaf Höijer.